# Dicamptus gracilis
Dicamptus gracilis är en stekelart som beskrevs av Tang 1993. Dicamptus gracilis ingår i släktet Dicamptus och familjen brokparasitsteklar. Inga underarter finns listade i Catalogue of Life.